# Copa Final Four de Voleibol Femenino Sub-18 de 2015
La Copa Final Four Sub-18 2015 (llamada también Final Four U18 Copa Gatorade por razones de patrocinio) fue la I edición de este torneo amistoso de voleibol femenino de selecciones categoría sub-18 pertenecientes a la Confederación Sudamericana de Voleibol (CSV) y a la NORCECA, se llevará a cabo del 5 al 10 de mayo del año en mención en la ciudad de Lima, capital del Perú. El certamen fue organizado por la Federación Peruana de Voleibol bajo la supervisión de la Unión Panamericana de Voleibol.

## Equipos participantes
Fueron 4 los equipos participantes en el torneo, 3 equipos invitados por la organización que se sumaron a la selección del país anfitrión.
- Argentina
- Baja California
- Perú (local)
- República Dominicana

El equipo de voleibol categoría sub-18 del estado de Baja California participó en representación de México.

## Formato de competición
El torneo se desarrolla dividido en dos rondas.
En la primera ronda cada equipo juega una vez contra cada rival con un sistema de todos contra todos. Las posiciones de los equipos al término de los partidos en esta ronda se determinan sobre la base de los partidos ganados y perdidos y luego de acuerdo al número de puntos obtenidos que son otorgados de la siguiente forma:
- Partido con marcador 3-0: 5 puntos al ganador y 0 puntos al perdedor.
- Partido con marcador 3-1: 4 puntos al ganador y 1 punto al perdedor.
- Partido con marcador 3-2: 3 puntos al ganador y 2 puntos al perdedor.

Si dos o más equipos terminan empatados en puntos se aplican los siguientes criterios de desempate:
- Proporción entre los puntos ganados y los puntos perdidos (Puntos ratio).
- Proporción entre los sets ganados y los sets perdidos (Sets ratio).
- Ganador del último partido entre los equipos empatados en cuestión (entre dos equipos).

La ronda final comprende el partido por el tercer puesto y la final, en el primero se enfrentan el tercer y cuarto puesto de la primera ronda y en la final juegan el primer y segundo puesto de la primera ronda.

## Calendario
El calendario oficial fue presentado el 17 de abril de 2015.
| Fase          | Jornadas  | Fecha      | Partidos                                                    |
| ------------- | --------- | ---------- | ----------------------------------------------------------- |
| Primera ronda | Jornada 1 | 7 de mayo  | República Dominicana vs. Argentina Perú vs. Baja California |
| Primera ronda | Jornada 2 | 8 de mayo  | República Dominicana vs. Baja California Perú vs. Argentina |
| Primera ronda | Jornada 3 | 9 de mayo  | Baja California vs. Argentina Perú vs. República Dominicana |
| Ronda Final   | Jornada 4 | 10 de mayo | Tercero vs. Cuarto Primero vs. Segundo                      |

## Resultados
- Sede: Coliseo Niño Héroe Manuel Bonilla.
- Las horas indicadas corresponden al huso horario local del Perú (Tiempo del este – ET): UTC-5

### Fase clasificatoria
|     |                      |     | Partidos | Partidos | Partidos | Sets | Sets | Sets  | Puntos | Puntos | Puntos |
| Pos | Equipo               | Pts | PJ       | PG       | PP       | SG   | SP   | Ratio | PG     | PP     | Ratio  |
| --- | -------------------- | --- | -------- | -------- | -------- | ---- | ---- | ----- | ------ | ------ | ------ |
| 1   | Argentina            | 14  | 3        | 3        | 0        | 9    | 1    | 9.000 | 248    | 180    | 1.378  |
| 2   | República Dominicana | 7   | 3        | 2        | 1        | 7    | 7    | 1.000 | 295    | 302    | 0.977  |
| 3   | Perú                 | 7   | 3        | 1        | 2        | 5    | 6    | 0.833 | 236    | 244    | 0.967  |
| 4   | Baja California      | 2   | 3        | 0        | 3        | 2    | 9    | 0.222 | 200    | 253    | 0.791  |

| Fecha     | Hora  | Partido         | Partido   | Partido         | Set   | Set   | Set   | Set   | Set   | Puntuación total | Reporte   |
| Fecha     | Hora  |                 | Resultado |                 | 1     | 2     | 3     | 4     | 5     | Puntuación total | Reporte   |
| --------- | ----- | --------------- | --------- | --------------- | ----- | ----- | ----- | ----- | ----- | ---------------- | --------- |
| 7 de mayo | 15:00 | Rep. Dominicana | 1 – 3     | Argentina       | 9-25  | 25-27 | 25-21 | 23-25 | -     | 82 – 98          | P2 P3     |
| 7 de mayo | 17:00 | Perú            | 3 – 0     | Baja California | 26-24 | 25-12 | 25-22 | -     | -     | 76 – 58          | P2 P3     |
| 8 de mayo | 16:00 | Rep. Dominicana | 3 – 2     | Baja California | 25-21 | 18-25 | 25-15 | 19-25 | 15-10 | 102 – 96         | P2 P3     |
| 8 de mayo | 18:00 | Perú            | 0 – 3     | Argentina       | 13-25 | 21-25 | 18-25 | -     | -     | 52 – 75          | P2 P3     |
| 9 de mayo | 16:30 | Baja California | 0 – 3     | Argentina       | 13-25 | 19-25 | 14-25 | -     | -     | 46 – 75          | [P2] [P3] |
| 9 de mayo | 19:00 | Perú            | 2 – 3     | Rep. Dominicana | 22-25 | 25-23 | 25-21 | 21-25 | 15-17 | 108 – 111        | [P2] [P3] |

### Fase final

#### Partido por el3.erlugar
| Fecha      | Hora  | Partido | Partido   | Partido         | Set   | Set   | Set   | Set   | Set | Puntuación total | Reporte   |
| Fecha      | Hora  |         | Resultado |                 | 1     | 2     | 3     | 4     | 5   | Puntuación total | Reporte   |
| ---------- | ----- | ------- | --------- | --------------- | ----- | ----- | ----- | ----- | --- | ---------------- | --------- |
| 10 de mayo | 19:00 | Perú    | 3 – 1     | Baja California | 25-22 | 25-22 | 18-25 | 25-19 | -   | 93 – 88          | [P2] [P3] |

#### Final
| Fecha      | Hora  | Partido   | Partido   | Partido         | Set   | Set   | Set   | Set   | Set  | Puntuación total | Reporte   |
| Fecha      | Hora  |           | Resultado |                 | 1     | 2     | 3     | 4     | 5    | Puntuación total | Reporte   |
| ---------- | ----- | --------- | --------- | --------------- | ----- | ----- | ----- | ----- | ---- | ---------------- | --------- |
| 10 de mayo | 16:30 | Argentina | 3 – 2     | Rep. Dominicana | 25-18 | 25-21 | 17-25 | 21-25 | 15-9 | 103 – 98         | [P2] [P3] |

## Clasificación final
| Pos | Equipo               |
| --- | -------------------- |
| 1   | Argentina            |
| 2   | República Dominicana |
| 3   | Perú                 |
| 4   | Baja California      |